# Che Dio ci aiuti
Che Dio ci aiuti è una serie televisiva italiana, trasmessa in prima visione su Rai 1 dal 15 dicembre 2011.

## Trama

### Prima stagione
Suor Angela, ex carcerata che ha cambiato completamente vita, dimora nel Convento degli Angeli di Modena, che rischia di chiudere per mancanza di vocazioni e per una serie di difficoltà economiche. Decide allora di trasformare il convento in un convitto, con all'interno un bar, l'Angolo Divino. Questa nuova situazione porta nuova linfa al convento, che diventa un luogo in cui si ritrovano vari tipi di persone. Suor Angela si lega in particolar modo a tre giovani ragazze, Giulia, Azzurra e Margherita, dai caratteri e dai problemi completamente opposti. A vegliare sul convento vi è anche suor Costanza, la saggia e burbera madre superiora che spesso rimprovera suor Angela per via delle sue intemperanze verso le regole, ma che in fondo è affezionata a lei come a una figlia. 

### Seconda stagione
Dopo che Giulia, Marco e Cecilia hanno lasciato il convento, suor Angela accoglie nel convento due nuove ragazze, Nina e Chiara, due aspiranti avvocato che vivono nel convitto con Azzurra e Margherita, rimaste a vivere nel convento. Proprio per questo, in convitto arriva anche Guido Corsi, un professore dell'università retta da Giorgio, che lavora come tutor degli studenti lì residenti; convinto da suor Angela, Guido prende in custodia Davide, il figlio di 7 anni che l'ex moglie ha avuto da una relazione extraconiugale e che ha affidato alle cure di suor Angela in punto di morte.

### Terza stagione
Dopo essere state sfrattate da Modena, le suore si trasferiscono a Fabriano, dove suor Angela comincia ad insegnare in un liceo. Intanto, arrivano Azzurra e Guido, pronti a sposarsi, insieme al piccolo Davide, così come Margherita ed Emilio, in attesa della nascita della loro figlia, e Nina, che ancora non è riuscita a trovare la sua strada. Infine, fa il suo ingresso anche Rosa, giovane avvocatessa in cerca di risposte sul suo passato e su suo padre, che lei non sa chi è ma che sembra avere un legame con il Convento degli Angeli.

### Quarta stagione
Con il matrimonio di Azzurra e Guido, il convento si svuota momentaneamente: Margherita e Carlo partono per Bruxelles, Rosa parte per Milano per lavoro, Nina è in Africa per aiutare Gregorio, infine Guido e Davide vanno a Londra poiché lì l'uomo ha ricevuto un’importante cattedra come professore di diritto. Tuttavia molti volti nuovi hanno bisogno dell'aiuto di suor Angela. Tra questi troviamo Valentina, una giovane escort, e Monica, nipote acquisita di suor Angela, che si è ritrovata ad occuparsi di Edo, figlio del marito Luca con il quale si è frettolosamente sposata pochi giorni prima che lui sparisse. Anche due uomini si trasferiranno in convento: Nico, un amico di Guido e anche lui avvocato che si ritrova a prendere il suo posto, e Gabriele, un medico che incomincerà una relazione con Valentina.

### Quinta stagione
Ad un anno dalla fine della quarta stagione, l'Angolo Divino nel Convento degli Angeli è stato chiuso. Azzurra torna reduce da un evento luttuoso che l'ha lasciata distrutta dal dolore: suo marito Guido e il piccolo Davide sono morti in un incidente stradale, proprio nel giorno in cui Guido le aveva chiesto di fare un figlio. Nico, invece, è in partenza per Milano dopo essere stato lasciato da Monica, che è ritornata con il marito portando con sé Edo, ma il ritorno di Asia, sua vecchia fiamma, con Mattia, figlio avuto da lui dopo la fine della loro storia, sconvolge i suoi piani. Intanto, in convento arrivano Ginevra, una novizia dall'infanzia traumatica, e Maria, la nipote di suor Costanza. Infine, Valentina perderà l'uso delle gambe a seguito di un incidente, trovandosi a dover fare i conti con l'accettazione di questa condizione di grave disabilità fisica, percorso in cui verrà aiutata e supportata da Gabriele e Azzurra. 

### Sesta stagione
La sesta stagione si apre con l'arrivo ad Assisi dei protagonisti, che si sono stabiliti in un nuovo convento, dove giunge anche un nuovo personaggio, Erasmo, un giovane venuto per cercare sua madre, che lo abbandonò appena nato proprio in quel convento, dove suor Angela svolgeva, all'epoca, il proprio noviziato. Nel frattempo, Nico e Ginevra, ora fidanzati, sono indaffarati con i preparativi del loro matrimonio, mentre torna, dopo una stagione di assenza, Monica, che è stata abbandonata dal marito Luca, scappato con il figlio Edo in Messico dopo averle prosciugato il conto in banca. La ragazza arriva insieme ad una bambina di nome Penelope (soprannominata Penny), rimasta orfana di entrambi i genitori a causa di un incidente e che, per via di questo trauma, ha smesso di parlare. In convento, intanto, arriva anche una nuova barista di nome Carolina. Monica, invece, decide di dare una possibilità ad un suo collega, lo psichiatra Emiliano, innamorato di lei.

### Settima stagione
Suor Angela viene costretta a lasciare il convento per andare a lavorare in carcere e quindi affida il Convento degli Angeli nelle mani di Azzurra. Intanto, Emiliano organizza il suo matrimonio con Elisabetta, ma ben presto scoprirà una brutta sorpresa. Al Convento arriva Luisa, una donna disperata e ossessionata dal tenere al sicuro il figlio Elia, che porta con sé. Inoltre arrivano tre ragazze: Catena (detta "Cate"), che spera di diventare famosa grazie alla passione per il canto, Ludovica, un'aspirante avvocatessa, e Sara, un'estetista. Oltre a loro, arrivano la severa suor Teresa, sorella di Luisa, e l'affascinante barista Ettore. Nel finale di stagione Azzurra prende i voti, diventando ufficialmente suora. 

### Ottava stagione
Ad Azzurra (ora diventata Suor Azzurra) viene affidata una "missione": diventare operatrice residente di una casa-famiglia romana, la "Casa del Sorriso". Qui si troverà a fare i conti con realtà diverse da quelle a cui è stata abituata e ad entrare in contatto con persone dalle storie complicate: primo fra tutti Lorenzo, il rigido direttore, rimasto vedovo da meno di un anno e padre di due figli (Pietro e Giulia), oltre alle ragazze ospiti della casa-famiglia: Olly, che ha perso il padre quando aveva 6 anni e da allora ha sempre vissuto alla Casa del Sorriso; Cristina, diciassettenne incinta con un passato fatto di droga e brutte frequentazioni e infine Melody, ragazza in fuga dal compagno violento e che per questo è costretta a cambiare nome (il suo vero nome, infatti, è Alisia).  

## Episodi
| Stagione         | Episodi | Prima TV  |
| ---------------- | ------- | --------- |
| Prima stagione   | 16      | 2011-2012 |
| Seconda stagione | 16      | 2013      |
| Terza stagione   | 20      | 2014      |
| Quarta stagione  | 20      | 2017      |
| Quinta stagione  | 20      | 2019      |
| Sesta stagione   | 20      | 2021      |
| Settima stagione | 20      | 2023      |
| Ottava stagione  | 20      | 2025      |

## Personaggi principali attuali
- Azzurra Leonardi/Suor Azzurra (stagioni 1-in corso), interpretata da Francesca Chillemi. Si presenta all'inizio apparentemente come la classica ragazza superficiale: fashion victim, viziata, snob, ignorante, irascibile ed egoista, ma col tempo e molto spesso dimostra di avere un lato tanto buono, onesto e generoso insieme alla capacità di empatizzare con il prossimo. Ha avuto diversi interessi amorosi quali Marco, Giannandrea e Dario, ma trova il suo vero grande amore in Guido Corsi, innamorandosene perdutamente, ricambiata, nonostante i numerosi battibecchi, con cui inizierà una relazione. In seguito Azzurra conosce Rosa, è la sua sorellastra minore, hanno lo stesso padre. In passato, durante l'adolescenza, ebbe una figlia di nome Emma dal suo ex fidanzato Ludovico Nobili, si separò da lei e quell'esperienza fu così traumatica che rimosse il ricordo della figlia, con la quale però si ricongiunge dopo molti anni. Azzurra sposa Guido e insieme adottano Davide. Purtroppo, una volta che si trasferisce con Guido e Davide a Londra, i due muoiono in un incidente stradale, lasciando in suor Angela e soprattutto in Azzurra un vuoto incolmabile. A questo punto quest'ultima, spinta dalla troppa sofferenza, decide di tornare per vendere il convento, ma lentamente proprio grazie a suor Angela riscoprirà e troverà un sentimento ancora più grande, l'amore di Dio, che placherà la voragine di dolore e smarrimento che si era creata nel cuore di Azzurra, tanto che decide di diventare una novizia. Per tutta la storia intrattiene diversi rapporti di amicizia fraterna con molte persone che passano e si trasferiscono nel convento e a cui lei dispone spesso aiuto e sostegno, ma il vincolo affettivo più importante è quello con suor Costanza e specialmente il rapporto molto stretto, profondo e forte che la lega a suor Angela, che ha sempre creduto in lei e non ha mai smesso di aiutarla portando Azzurra a considerarla più di una amica e confidente, ma a vederla come un punto di riferimento, ed anche come una vera madre. Si occupa di Penny, ragazza ricca e orfana di entrambi i genitori con cui Azzurra ha un legame molto particolare: la bambina è affetta da una cardiopatia ed era possibile salvarla solo attraverso un trapianto di cuore, che le è stato donato dal piccolo Davide. Dalla settima stagione è la protagonista della serie, suor Teresa la segue nel percorso finale del suo noviziato, infine prende i voti e diventando ufficialmente suora. In seguito si trasferisce a Roma in una casa-famiglia, "La Casa Del Sorriso", come operatrice residente, dove fa la conoscenza del direttore Lorenzo, dei suoi figli Pietro e Giulia. Con l'aiuto di Lorenzo si prende cura delle ragazze che vengono ospitate nella casa-famiglia tentando di aiutarle a costruirsi un futuro e a trovare una stabilità nelle loro vite.
- Lorenzo Riva (stagione 8-in corso), interpretato da Giovanni Scifoni. È uno psichiatra e il direttore della casa-famiglia "La Casa Del Sorriso" che ospita ragazze minorenni che vengono da brutti contesti famigliari. Ha due figli, Pietro e Giulia (detta Giulia Bum), avuti dalla defunta moglie Serena, deceduta in un incidente stradale. È in apparenza un uomo molto rigido, ma in realtà ha un grande cuore e, come Azzurra, farebbe di tutto per le ragazze che La Casa Del Sorriso accoglie. Soprattutto all'inizio è attentissimo alle regole, ma con l'arrivo di Azzurra impara a farsi coinvolgere sia nei vari casi su cui indagano che nelle vicende personali di Cristina, Olly e Melody capendo che per aiutarle bisogna cementare il senso della famiglia. Fin dai tempi dell'università era ritenuto un promettente professionista, ma poi ha rinunciato alla sua brillante carriera per dirigere La Casa del Sorriso, mansione che prima di lui svolgeva la moglie.
- Alisia Costa/Melody (stagione 8-in corso), interpretata da Bianca Panconi. Apparentemente è una giovane donna spensierata ma in realtà ha un passato molto doloroso alle spalle: è in fuga dal compagno violento, Sandrino, a causa del quale ha subìto un aborto spontaneo ed è questo il motivo che per cui Lorenzo e Azzurra decidono di aiutarla. Infatti benché non fossero abilitati per ospitarla alla casa-famiglia (non essendo una ragazza adolescente) per lei fanno un'eccezione in modo da tenerla lontana da Sandrino dato che essendone troppo dipendente non ha la forza di lasciarlo. È stata Azzurra a darle il soprannome di "Melody" dato che le piace cantare, anche per evitare che Sandrino la trovi. Fa amicizia con Cristina e Olly e si innamora di Corrado Proietti, l'avvocato che si occupa dei casi pro-bono del centro ascolto della casa-famiglia. Lui però la lascia per accettare un lavoro a Boston, infatti anche se Melody era disposta a seguirlo lui comprende che lei deve imparare a essere indipendente dato che si lega troppo facilmente agli uomini.
- Cristina Vanzini (stagione 8-in corso), interpretata da Ambrosia Caldarelli. La Casa del Sorriso la ospita dopo che la polizia ha fatto irruzione nella casa occupata abusivamente da lei e il fidanzato Matteo e proprio in casa-famiglia scopre di essere incinta, tuttavia ha intenzione di dare la bambina in adozione. All'età di sei anni venne allontanata dalla madre, la quale era una prostituta. È una ragazza scontrosa e apparentemente insofferente verso gli altri, ma è solo una corazza che negli anni si è costruita: infatti nasconde un lato di sé molto dolce che riscoprirà soprattutto grazie a Pietro, il figlio del direttore Lorenzo. Inoltre scopre per la prima volta il senso dell'amicizia grazie a Melody e Olly. Le piace molto il disegno e si innamora di Pietro, con il quale si mette insieme, cambiando poi idea sulla bambina, che chiama Serena come la defunta madre di Pietro, e decidendo di tenerla.
- Pietro Riva (stagione 8-in corso), interpretato da Tommaso Donadoni. È il figlio maggiore di Lorenzo e della defunta Serena. Ragazzo molto responsabile, da quando è morta la madre si è preso cura della sorella minore Giulia, mettendo da parte i suoi sogni e sostituendo un po' la figura paterna: da quando è morta la moglie, infatti, Lorenzo si è dedicato completamente al suo lavoro e alla casa famiglia, trascurando i suoi figli. Desidera diventare un carabiniere. Da subito sviluppa un interesse per Cristina, all'inizio la considera solo un'amica con la quale essere protettivo e disponibile, ma poi capisce di amarla e infine i due diventano una coppia.
- Olly Ciaschetti (stagione 8-in corso), interpretata da Ludovica Ciaschetti. È una ragazza di 17 anni, La Casa del Sorriso la ospita da quando ne aveva 6, motivo per cui la considera a tutti gli effetti casa sua e chi la abita la sua famiglia. Il padre Carlo si è tolto la vita a causa dei suoi problemi di depressione, ciò ha  portato Olly a trovare rifugio in un maniacale senso della razionalità, il più delle volte affronta ogni sorta di incognita o problema con la logica e le statistiche, quando fa una considerazione dice sempre "analisi della situazione". Desidera andare all'università e diventare architetto. Passa molto tempo con la piccola Giulia: l'affetto della bambina e l'amicizia sincera di Cristina e Melody aiutano gradualmente Olly a mettere da parte la sua rigidità e a riscoprire il lato affettuoso della propria personalità.
- Giulia Riva (stagione 8-in corso), interpretata da Gaia Bella. Affettuosamente chiamata Giulia Bum per via della sua goffaggine a causa della quale molto spesso cade, è la secondogenita di Lorenzo e Serena e sorella minore di Pietro, a cui è molto legata, infatti ha rimandato di un anno il suo concorso per diventare carabiniere solo per starle accanto. Olly le fa da baby sitter e le vuole bene anche se a volte Giulia mette alla prova la sua pazienza.

## Personaggi principali usciti di scena
- Suor Angela/Lorenza Rapetti (stagioni 1-6; ricorrente stagione 7; special guest star stagione 8), interpretata da Elena Sofia Ricci. È stata la protagonista della serie dalla prima alla sesta stagione. All'anagrafe Lorenza Rapetti, ha preso i voti dopo aver scontato in carcere una pena detentiva per rapina a mano armata e concorso in omicidio e attraverso questa orribile e tragica esperienza, che l'ha segnata profondamente, ha imparato a dare valore alla vita, alle piccole cose, alle emozioni e ai legami affettivi, cementando grazie alla sua forte fede la certezza che rinascere, imparare dai propri sbagli, maturare e cambiare dando una seconda possibilità è sempre possibile, soprattutto quando ci si crede davvero. È un'impicciona, manipolatrice che agisce però sempre a fin di bene. Sempre disponibile, gentile, simpatica e pronta a farsi in quattro per gli altri, grazie alla sua empatia e al suo intuito riesce a comprendere i dolori, i dubbi e le paure di chi le sta intorno, che le chiedono aiuto e a cui lei si predispone per ritrovare la gioia perduta. La sua forza di volontà e la sua immensa generosità la fanno diventare il punto di riferimento per coloro che lei incontra sulla sua strada, soprattutto per chi convive nel convitto da lei gestito. Nel finale della quinta stagione ha una dura crisi mistica dovuta alla morte di Guido e Davide, tuttavia grazie ad Azzurra, alla quale è legata da anni da un fortissimo legame madre-figlia, riuscirà a ritrovare Dio nel suo cuore e ritornare ad apprezzare la vita. Nella sesta stagione, aiutata da suor Costanza, sua madre superiore, e da Azzurra, scopre di avere un fratello (figlio del padre) di nome Erasmo, a cui si affeziona molto. Nella settima stagione viene costretta ad abbandonare il convento, andando a lavorare in carcere, infatti benché volesse seguire Azzurra la quale ha intrapreso il percorso di novizia, comprende che la propria presenza impedirebbe alla ragazza di essere indipendente. Torna per compiere la vestizione di Azzurra quando quest’ultima prende i voti.
- Suor Costanza/Valeria Valenti (stagioni 1-6; ricorrente stagione 7; special guest star stagione 8), interpretata da Valeria Fabrizi. È la madre superiora del convento, non accetta i comportamenti spesso scorretti di suor Angela e sembra quasi infastidita da lei. Ma dietro quell'aria rigida e fredda, c'è una donna dal cuore d'oro, che vuol bene a suor Angela e a tutte le ragazze del convitto. È una donna molto devota a Dio. Azzurra le vuole molto bene, infatti suor Costanza, al pari di suor Angela, è per la ragazza un punto di riferimento.
- Margherita Morbidelli (stagioni 1-3; guest stagione 4), interpretata da Miriam Dalmazio. È una ragazza di provincia, dolce, gentile, spensierata, sensibile e sognatrice, molto legata alla famiglia. Margherita ha uno spiccato talento culinario e adora ballare. Si è trasferita nel convitto per ragioni di studio (si sta specializzando, infatti, in medicina legale), anche se entrambi i genitori sono convinti che la ragazza stia seguendo le loro orme, studiando pediatria. La ragazza cerca in suor Angela le manifestazioni d'affetto che abitualmente riceveva dalla mamma. Margherita adora tutto ciò che riguarda i delitti, mentre i neonati e i bambini in genere la inquietano. Ha una relazione a distanza con Carlo, che poi lascia, sebbene a malincuore. In seguito non viene ammessa all'esame di specializzazione e così deve scontrarsi con i casi dei malati in corsia che, da medico, dovrà cominciare a curare. Proprio in ospedale incontra un medico fascinoso che le ruba il cuore, il primario Francesco Limbiati, ma che scoprirà essere già sposato. Margherita conosce in seguito un atleta cardiopatico, Emilio Della Rosa. Quando Limbiati lascia la moglie Clelia per Margherita, quest'ultima scopre di non provare più nulla per lui e di amare molto Emilio, sposandolo. Nella terza stagione torna al convento incinta, ma il giorno del parto Emilio ha un malore e viene portato d'urgenza in ospedale dove, dopo aver visto la figlia neonata, muore. Margherita riscoprirà l'amore grazie al collega Carlo Romero con cui, dopo il matrimonio di Azzurra e Guido, si fidanzerà e partirà per Bruxelles.
- Giulia Sabatini (stagione 1), interpretata da Serena Rossi. È una ragazza madre che ha dovuto sospendere gli studi d'informatica all'università per occuparsi della sua bambina, Cecilia. La bambina è nata dalla relazione avuta nove anni prima con Marco, ignaro del fatto di essere diventato padre. Giulia è una ragazza molto matura e orgogliosa, dal carattere forte ma molto buona e dalla gentilezza infinita. Dopo aver contribuito ai lavori di ristrutturazione del bar del convitto di suor Angela, viene convinta a rimanere per lavorare come barista. Nonostante sia ancora innamorata di Marco, continua a negarlo a sé stessa per paura di essere nuovamente abbandonata con un post-it, come accaduto anni addietro dopo solo due settimane di relazione. Nel frattempo conosce Ruggero, il capo di Marco, con cui ha una relazione; lui le chiede di sposarlo, ricevendo risposta affermativa, ma Giulia, all'ultimo momento, ci ripensa e corre alla stazione, dove Marco sta per salire su un treno e andarsene via. Quest'ultimo non riesce a rinunciare a Giulia e decide di non partire, mentre lei gli rivela che Cecilia è sua figlia. Marco le chiede quindi di sposarlo e la ragazza accetta.
- Marco Ferrari (stagione 1), interpretato da Massimo Poggio. È un ispettore superiore di polizia, declassato a causa di un errore durante una missione, nonostante si dimostri molto più bravo e acuto dei suoi superiori. Suor Angela fa di tutto per proteggere Marco, a cui è legata da un segreto relativo alla sua gioventù. Per questo, offre al ragazzo ospitalità nel convitto. Alla fine la suora rivela all'ispettore di essere coinvolta nell'uccisione di suo padre. La madre di Marco decise, dopo la morte del marito, di abbandonare il figlio, che ha passato la propria infanzia in un istituto. Proprio a causa di questo abbandono, Marco è apparentemente incapace di amare il prossimo, infatti non ha amici e lascia ogni fidanzata dopo due settimane con un post-it. Sarà proprio compito di suor Angela insegnargli ad avere fiducia nel prossimo. Dopo aver avuto una breve relazione con Azzurra non seria e basata solo sull'attrazione fisica, Marco capisce di essere ancora innamorato di Giulia, con cui ha avuto una storia anni prima e da cui è nata Cecilia, che lui non sa essere sua figlia. Decide, dopo il rifiuto di Giulia (che stava per sposarsi e a cui lui si era da poco dichiarato), di andarsene per sempre, ma non prenderà mai il suo treno perché non riesce a rinunciare a lei: suor Angela riesce a farlo ricongiungere con Giulia e a farle dire la verità su Cecilia. A questo punto, Marco chiede alla ragazza di sposarlo e lei accetta.
- Cecilia Sabatini (stagione 1), interpretata da Laura Gaia Piacentile. È la figlia di Marco e Giulia, una bimba di 8 anni dal carattere dolce e combattivo. La bambina è molto intelligente e portata per lo studio, preferisce da sempre studiare e imparare piuttosto che leggere favole, inoltre ha uno spiccato talento musicale. All'insaputa della mamma, infatti, viene ammessa al conservatorio, dove studierà pianoforte. Nonostante il rapporto conflittuale iniziale, stringe un rapporto molto particolare con Marco, il quale l'appoggia nel suo sogno di entrare al conservatorio. Proprio per l'affetto che lo lega a Cecilia, Marco vende un quadro, ricordo del suo primo caso, per regalarle un pianoforte. La bambina, infine, scopre che Marco, a cui si è affezionata, è suo padre.
- Guido Corsi (stagioni 2-3; ricorrente stagione 4), interpretato da Lino Guanciale. È un ex avvocato di successo, ora professore universitario, definito dalle sue studentesse "il sexy prof". Uomo colto e intelligente, amante della lettura e della cultura in generale. Sposato con Manuela, la loro storia termina dopo aver scoperto di essere stato tradito con un altro uomo, dal quale la stessa Manuela ha avuto un figlio, Davide. Proprio quest'ultima, in punto di morte, affida il piccolo Davide a suor Angela, che dovrà aiutare Guido a fargli da tutore. L'avvocato, che adesso insegna all'università e non esercita più la professione, viene introdotto nel nucleo "familiare" del convento come tutor della residenza universitaria, anche se suor Angela spera che ciò serva a farlo stare vicino a Davide. L'uomo dà un anno di tempo alla suora per trovare il padre biologico del bambino. Col tempo stringe una forte intesa con Azzurra anche se i due sono molto diversi, finiscono sempre per litigare e l'uomo non fa altro che rimproverarla per la sua ignoranza. È fidanzato con Beatrice, ma la lascia dopo aver capito di amare Azzurra, formando una famiglia con lei e il piccolo Davide. I tre vivranno un anno insieme a Berlino, dove Guido aveva ottenuto una cattedra, ma al ritorno in Italia Guido la lascerà dopo averla vista baciare un altro durante una festa. Dopo essere tornato a Fabriano, Guido confesserà a Suor Angela di volerle bene ed aver sofferto anche la sua mancanza. Dopo aver avuto una storia con Rosa, Guido capisce di non aver mai smesso di amare Azzurra e, dopo un'iniziale difficoltà, riesce a confessarle ciò che ha sempre provato e i due tornano insieme. Dopo il matrimonio con Azzurra, all'inizio della quarta stagione, Guido parte per Londra con Davide al seguito, lasciando però la moglie al convento poiché quest'ultima deve terminare il tirocinio. Tornerà in Italia per aiutare Azzurra a rivelare a Emma che è sua madre, dimostrandosi più che disposto ad amare la ragazza come fosse sua figlia; tornerà quindi a Londra dopo la laurea di Azzurra insieme ai due figli. Muore insieme a Davide in un incidente stradale sei mesi dopo la loro partenza, lasciando Azzurra, nella quinta stagione, distrutta dal dolore tanto da considerare l'ipotesi prima di trasformare il convento in un hotel di lusso, poi di venderlo e andarsene.
- Davide Corsi (stagioni 2-3; guest stagione 4), interpretato da Cesare Kristian Favoino. È il figlio di Manuela, amica di suor Angela, che viene affidato proprio a lei dopo la morte della madre. Il suo tutore è Guido Corsi, ma solo temporaneamente. È un bambino dolce e amorevole, Azzurra diventa la sua tata, e gli fa anche un po' da mamma. Il bambino si affeziona moltissimo a lei e la ragazza a lui. Guido decide quindi, capendo di essergli molto affezionato, di fargli da papà. Suor Angela, però, è il suo vero punto di riferimento. È un appassionato di calcio e nella seconda stagione impara a suonare la batteria. Inizialmente ha problemi con la pipì a letto, ma grazie ad Azzurra e Guido riesce a smettere. Alla fine della quarta stagione si trasferisce con i nuovi genitori a Londra. La felicità durerà solo sei mesi, in quanto lui e Guido moriranno in un tragico incidente stradale.
- Nina Cristaldi (stagioni 2-3), interpretata da Laura Glavan. È insieme con Chiara la nuova ragazza del convitto anche lei laureanda in legge, ha un carattere diffidente, testardo e scontroso ma a volte si dimostra gentile, legherà molto con le ragazze del convento specialmente Chiara e inizierà una relazione con Sergio, un ragazzo finito in carcere per dei furti ma poi i due si lasciano. Dalla terza stagione cerca di diventare assistente di Guido ma dopo che Rosa prese il suo posto, diventa insegnante del liceo dove insegna Suor Angela e si affeziona molto ad Alice, una studentessa che inizialmente si dimostra scontrosa ma in realtà è gentile, si innamora poi di Gregorio, che però piace anche ad Alice nonostante sia il suo prof, ma poi i due inizieranno una relazione. Nella quarta stagione si trasferisce in Africa con Gregorio.
- Chiara Alfieri (stagione 2), interpretata da Rosa Diletta Rossi. È una delle nuove ragazze stabilitasi nel convento e studia legge. Insieme con l'altra nuova laureanda Nina, che inizialmente non la sopporta, indagherà su vari casi. È molto educata ed introversa, metodica e ordinata, ma anche gentile ed empatica. Rimane incinta del suo ragazzo Riccardo, un giovane architetto, ma perde il bambino per un aborto spontaneo. Questa la traumatizzerà, ma riuscirà a superare la crisi grazie all'amore di chi le sta intorno. Diventa molto amica di tutte le ragazze del convitto, legando in particolare con Nina. In seguito capisce e decide di voler prendere i voti. Nonostante l'amore che prova ancora per Riccardo, comprende che è più forte la sua vocazione e deciderà di entrare in convento e farsi suora. La sua scelta, rispettata da Riccardo, invece viene presa molto male da suo padre che, offeso e adirato, all'inizio ricatta la figlia affinché cambi idea e minaccia Suor Angela di voler fare chiudere il convento e il convitto.
- Rosa Francini (stagione 3; guest stagioni 4 e 8), interpretata da Neva Leoni. Misteriosa ed ambigua quanto affascinante e colta, è anche lei, insieme con Alice, una nuova arrivata nel convitto di suor Angela. Mossa da ragioni personali all'inizio poco chiare, fin dal suo arrivo si dimostra pronta a scombinare la vita di chi vive nel convento, prima sottrando volontariamente il lavoro di assistente a Nina per lavorare vicino al professor Guido, litigando e scontrandosi aspramente con Azzurra incominciando una storia con Guido, su cui mette sopra gli occhi non appena entra in convento. Suor Angela e Suor Costanza scopriranno quasi subito che Rosa è alla ricerca del proprio padre, che odia profondamente dopo aver abbandonato lei e sua madre facendole vivere nella miseria e negli stenti e il tutto si è concluso con la morte della madre, che l'ha riempita solo di rabbia e sete di vendetta. Pur di trovare il padre e rovinare la famiglia di quest'ultimo, arriva quasi a mandare un innocente in carcere per uno scambio di favori con l'investigatore privato a cui ha affidato il compito di trovare il genitore. Grazie a Suor Angela e a Guido rinuncia a tal proposito, ma Rosa vuole ancora vendicarsi del padre. Si scopre essere la figlia illegittima del notaio Leonardi e quindi sorellastra di Azzurra, ma la verità verrà taciuta per gran parte della stagione da Suor Angela, poiché preoccupata, vista l'antipatia reciproca tra le due e l'odio di Rosa per il padre. In un primo momento odia Azzurra ed è molto gelosa del rapporto che lei ha con Guido e Davide, ma col tempo le si affeziona e le fa capire di non rinunciare a Guido e di tornare da lui, cosa che poi la ragazza farà. Grazie a Suor Angela e al resto delle persone del convitto, alla fine riesce definitivamente a rinunciare alla vendetta e si riconcilia con la sorella. Dopo il matrimonio di Guido e Azzurra, Rosa si trasferisce a Milano, dove continua la sua carriera di avvocato. Nell'ottava stagione si scopre che ha preso in affido temporaneo una bambina, Caterina e che inizierà il percorso per l'adozione.
- Alice Danieli (stagione 3), interpretata da Sofia Panizzi. È una nuova ragazza arrivata nel convitto di suor Angela, una studentessa quindicenne anticonformista con la passione per i fumetti. Suor Angela la metterà in camera con Nina, anche lei insegnante nello stesso liceo, nella speranza che quest'ultima la tenga sotto controllo, e nel corso della terza stagione le due svilupperanno un profondo legame, tanto che quando Nina riceve la proposta di trasferirsi in Africa con Gregorio, ci rimane poiché la vede come una sorella più grande e sente di perderla, finché Nina prende una malattia e non si trasferisce più. Quando la madre tornerà, le due cercano di riavere il rapporto di prima finché la madre non se ne va, ma poi torna e le due si trasferiscono a Londra.
- Achille Gentileschi (stagione 3), interpretato da Ivano Marescotti. È il benefattore del convento di suor Angela e di suor Costanza a Fabriano ma in realtà ha uno scopo ben preciso: vuole avvicinarsi al nipote Davide, figlio di Paolo Marino (a sua volta figlio di Achille) e dato in affido a Guido e ad Azzurra.
- Monica Giulietti (stagioni 4 e 6), interpretata da Diana Del Bufalo. È una "nipote" acquisita di suor Angela. Frequentava il liceo insieme a Nico, di cui era innamorata. Giovane e brillante medico, inizialmente è una ragazza maniaca del controllo e fissata con le liste e gli schemi. A seguito della fine di una relazione importante, durante una crociera si è avventatamente sposata con Luca, uomo appena conosciuto e che poi è scomparso nel nulla prima di sbarcare. Questi ha anche un figlio, Edo, facendo quindi di Monica la sua madre adottiva. È ancora innamorata, ricambiata, di Nico, ma ha paura ad ammetterlo e lasciarsi andare poiché lui la prendeva in giro per il suo fisico. Si interessa poi a Gabriele, un suo collega d’ospedale il quale però è innamorato di Valentina, e in seguito inizierà una relazione con Martino, un altro suo collega che però scoprirà avere un’amante. Infine, lei e Nico ammetteranno finalmente i propri sentimenti reciproci, ma purtroppo si lasciano dato che Monica vuole tutto mentre lui non si sente ancora pronto ad impegnarsi seriamente: proprio quando lui si convince, il ritorno di Luca scombina i loro piani e Monica sceglierà di tornare insieme a lui per non perdere Edo. Nella sesta stagione, arriva ad Assisi dopo essere stata lasciata da Luca, che ha anche portato via Edo e le ha prosciugato il conto in banca, e si riavvicina a Nico, diventando sua amica e confidente ed instaurando con lui un rapporto molto più maturo e forte rispetto al passato, mentre intanto scoprirà suo malgrado di non poter avere figli a causa di una diagnosi di menopausa precoce. Dopo essersi ripresa dal trauma dell’abbandono di Luca ed Edo, inizierà a dimostrarsi più impulsiva ed istintiva e meno legata alla programmazione e alle regole. Intanto, si avvicina anche alla piccola Penny e quindi Azzurra cerca di convincerla a prenderla in affidamento, dal momento che la bimba ha bisogno di una famiglia adottiva, e inizia una relazione con lo psichiatra Emiliano, persona precisa e maniaca del controllo molto simile a com’era lei in passato, facendole riprendere questi suoi vecchi atteggiamenti, ma Nico le fa capire che non si può tornare indietro e che va bene che ora lei sia cambiata. Lei, così, si rende conto di essere ancora innamorata di lui, ma non vuole dichiararsi per rispetto nei confronti della relazione che lui ora ha con Ginevra. Decide quindi di partire per Barcellona per procedere con un’inseminazione artificiale perché vuole un figlio ma non se la sente di prendere in affido Penny per paura di perderla com’è successo con Edo, anche se poi riesce a superare i suoi timori e cambia idea. Alla fine, dopo anni passati a rincorrersi, anche Nico ha capito di amarla ancora, i due riescono finalmente a dichiararsi di nuovo i propri sentimenti e ad avere il loro lieto fine, formando una famiglia con Penny e Mattia.
- Nicodemo "Nico" Santopaolo (stagioni 4-6), interpretato da Gianmarco Saurino. È il migliore amico di Guido e gli fa da testimone di nozze prima di prendere il suo posto in convento. È un donnaiolo ed è un vecchio compagno di liceo di Monica, che lui prendeva in giro per il suo fisico, ma poi si scuserà con lei e tenterà di rimediare agli errori passati. Nonostante si sottovaluti molto a causa di una famiglia molto pretenziosa e intransigente alle spalle, è un bravo avvocato e infatti molto spesso il suo contributo è fondamentale nel risolvere i casi di cui si deve occupare Suor Angela. Capisce in fretta di essere innamorato di Monica, ma a causa di alcune incomprensioni finisce per avere una breve relazione con una ragazza di nome Asia. Alla fine lui e Monica riescono a dichiararsi i propri sentimenti, ma, proprio quando Nico decide di impegnarsi seriamente con lei, ritorna il marito scomparso di lei, che decide di partire con lui ed Edo, lasciandolo distrutto. Nella quinta stagione, dopo che Monica se n’è andata, ritorna ad essere un donnaiolo a causa della sofferenza per aver perso quella che credeva essere la donna della sua vita, mentre scopre di avere un figlio, Mattia, nato dalla relazione con Asia tempo dopo che i due si erano lasciati. Del bambino, però, lui non vuole occuparsi, finché Suor Angela, appena scopre che Asia ha intenzione di partire e abbandonare Mattia, mente a Nico dicendogli che lei dopo sei mesi tornerà a riprenderlo e convincendolo quindi ad occuparsi di lui, nella speranza che lui ci si affezioni e decida di tenerlo con sè. Dopo aver incontrato Maria, la nipote di Suor Costanza, i due iniziano ad avere delle “avventure” senza però mettersi insieme, ma alla fine decidono di iniziare una vera relazione. Intanto, però, lui si scopre suo malgrado sempre più attratto da Ginevra e un giorno la bacia, capendo di essersi innamorato di lei e decidendo quindi di rompere con Maria. Dopo che Ginevra si è resa conto di ricambiare i suoi sentimenti, i due si mettono insieme. Nella sesta stagione, lui e Ginevra sono in procinto di sposarsi, ma capiscono presto di non essere ancora pronti e di aver bisogno di passare un po’ di tempo da soli prima di un simile passo, soprattutto lei, che ancora non ha capito chi è al di fuori della sua storia con Nico. Intanto, con il ritorno di Monica, i due, cambiati e maturati rispetto al passato, instaurano un ottimo rapporto da amici e confidenti, tornando ad essere più vicini che mai, cosa che pian piano porta lui a capire che in realtà la ama ancora e che è sempre lei la donna della sua vita. Così, sebbene porti avanti un tira e molla con Ginevra per tutta la stagione fino ad arrivare addirittura al fatidico matrimonio pur di non venire meno all’impegno preso, alla fine si tira indietro all’ultimo momento, capendo di non potersi sposare senza essere veramente innamorato. Riesce poi a dichiarare il suo amore a Monica, che lo ricambia, e i due hanno finalmente il loro lieto fine, formando una famiglia con Penny e Mattia.
- Valentina Valpreda (stagioni 4-5), interpretata da Arianna Montefiori. È una ragazza ribelle e orgogliosa, che ha scelto di fare la escort pur di fuggire dalla propria famiglia. Non accetta le regole del convento, ed è la più irrispettosa tra i nuovi ospiti, al punto che, quando contravviene alle condizioni poste da suor Angela, quest'ultima è costretta a chiamare la polizia. Si innamora, ricambiata, di Gabriele. Nonostante il suo carattere ribelle, quando vuole tira fuori un lato molto umano e comprensivo verso il prossimo. A causa di un'aggressione rimane paralizzata e per molto tempo lotta con questa sua nuova condizione, arrivando anche a tentare il suicidio. Alla fine riesce a tornare a vedere il lato positivo della vita e sposa Gabriele.
- Gabriele Mattei (stagioni 4-5), interpretato da Cristiano Caccamo. È un giovane cardiochirurgo molto brillante. Accetta di accompagnare Monica al matrimonio del suo ex, mentre in ospedale avrà un incontro-scontro piuttosto acceso con Valentina, quando quest'ultima viene costretta da suor Angela a fare volontariato in ospedale. Presto capirà di provare qualcosa per lei. Affronta una pesante crisi quando lei in seguito ad un incidente rimane paralizzata ma i due riescono poi a ritrovarsi e al termine della quinta stagione si sposano.
- Emma Leonardi (stagione 4; ricorrente stagione 5), interpretata da Bianca Di Veroli. È la figlia di Azzurra, avuta a quindici anni e abbandonata dalla giovane madre davanti a un ospedale. È una ragazzina studiosa e dal carattere forte e determinato. Inizialmente non sopporta Azzurra ma poi comincia a volerle bene, fino a essere molto contenta nello scoprirsi sua figlia, sebbene all'inizio ne rimanga subito molto scossa. In seguito si trasferisce con Azzurra, Guido e Davide a Londra. Lascia la famiglia per trasferirsi a Napoli e studiare al San Carlo, dedicandosi al suo sogno: diventare una ballerina, finché torna brevemente nella quinta stagione per stare vicino alla madre Azzurra, a seguito del lutto, e scopre chi è il suo vero padre, arrabbiandosi con lei per averle mentito di nuovo, ma poi riesce a perdonarla tentando di instaurare un rapporto con Athos, finché poi torna a Napoli.
- Edoardo "Edo" (stagione 4; guest stagione 6), interpretato da Christian Monaldi. È il figliastro di Monica. Stringe una grande amicizia con Nico. Lascia il convento e andrà a vivere con i suoi ritrovati genitori. Nella sesta stagione con la separazione dei genitori va a vivere ai Caraibi con il padre Luca. Ritorna ad Assisi per qualche giorno per restituire i soldi che il padre ha rubato a Monica e convincere Nico che è proprio Monica la donna della sua vita.
- Ginevra Alberti (stagioni 5-6), interpretata da Simonetta Columbu. È una novizia, ospite nel convento di Suor Angela, molto rigida, ma anche molto, forse troppo, ingenua e completamente al di fuori del mondo reale. Si scopre poi che in realtà vuole diventare suora per fuggire dal suo passato, ovvero il padre violento che picchiava la madre, finita poi uccisa un giorno a causa delle percosse. Il trauma e il dolore della perdita, l’ha portata a non avere più fiducia in nessun uomo: tutto questo cambia quando incontra Nico e inizia ad avvicinarsi a lui, che capisce essere diverso, finendo per innamorarsi di lui. Nonostante questo, pensa che il suo futuro sia quello di diventare una suora e quindi decide di reprimere ciò che prova per Nico, ma grazie a Suor Angela capisce che deve solo essere se stessa, così alla fine decide di abbandonare il noviziato e dichiararsi a Nico, mettendosi con lui. Nella sesta stagione, i due sono in procinto di sposarsi, ma capiscono presto di non essere ancora pronti e di aver bisogno di passare un po’ di tempo da soli prima di un simile passo, soprattutto lei, che ancora non ha capito chi è al di fuori della sua storia con Nico. Tuttavia, questa decisione la porta invece ad avvicinarsi sempre di più ad Erasmo, che la intriga perché è praticamente il suo opposto (passionale, impulsivo e spesso sregolato) e le fa capire che la vita va vissuta a pieno, senza reprimersi continuamente e cercare di fare la cosa giusta, e pian piano si innamora di lui. Spaventata però dai suoi sentimenti e pensando che un uomo così diverso da lei non possa essere quello giusto, cercherà di scappare e porterà avanti un tira e molla con Nico per tutta la stagione fino ad arrivare addirittura al fatidico matrimonio, durante il quale, però, Erasmo entra in chiesa dichiarando il suo amore a Ginevra, ma lei, pur essendo commossa dalle sue parole, continua a pensare che loro non possano stare insieme e lo rifiuta. Tutto ciò, però, fa capire a Nico che invece è il matrimonio tra lui e Ginevra ad essere sbagliato, decidendo di lasciarla perché nessuno dei due ama più davvero l’altro ed entrambi in fondo ne sono consapevoli ormai da diverso tempo. A quel punto, lei finalmente si convince ad andare da Erasmo per dirgli che ricambia i suoi sentimenti e i due si mettono insieme.
- Maria Galiardi (stagione 5), interpretata da Laura Adriani. È la nipote ribelle di Suor Costanza, ha un passato difficile con suo padre ed è la nuova arrivata nel convento. Inizialmente non vuole relazioni serie e sta con Nico solo per avere delle “avventure”, ma poi si innamora realmente di lui e i due si mettono insieme, finché lui non si rende conto di essersi in realtà innamorato di Ginevra, decidendo di lasciarla. A seguito di questo, soffre molto ed è furiosa sia con Nico che con Ginevra, ma poi riesce ad accettarlo e torna a vivere col padre.
- Daniela (stagione 5), interpretata da Margherita Manfredi. È una paziente dell'ospedale in cui lavora Gabriele ma presto verrà affidata insieme con la sorella alle cure di Suor Angela.
- Silvia (stagione 5), interpretata da Matilde Manfredi. È una paziente dell'ospedale in cui lavora Gabriele ma presto verrà affidata insieme con la sorella a Suor Angela.
- Erasmo Ferri (stagione 6), interpretato da Erasmo Genzini. È un ragazzo di ventisette anni impulsivo e determinato che venne abbandonato dalla madre subito dopo la sua nascita e, per questo, è finito in orfanotrofio. Viene accolto nel convitto legando con Suor Angela e affezionandosi alla piccola Penny. Nel corso della stagione scopre di essere il fratellastro minore (da parte di padre) di Suor Angela e di sua sorella Elisa. L'inaspettata scoperta lo sconvolge molto, ma poi capisce di volere davvero bene a Suor Angela e i due si riappacificano. Fin dall'inizio intrattiene un rapporto di mal sopportazione con Nico, anche se con il tempo i due impareranno a rispettarsi. Si innamora profondamente di Ginevra, con cui condivide un dolore un po' simile e un legame di amicizia e poi di amore-odio. Alla fine si fidanza con lei al termine della stagione.
- Carolina/Sara Belli (stagione 6; guest stagione 7), interpretata da Isabella Mottinelli. È la nuova barista, molto scontrosa, che verrà assunta da Suor Costanza. È la compagna di stanza di Ginevra. Alla fine, attraverso una confessione fatta ad Erasmo prima di lasciare il convento, si scopre che il suo vero nome è Sara, una ragazza che ogni sei mesi è costretta a cambiare posto e a camuffarsi in false identità per nascondersi dal violento marito. Dopo molto tempo, ritorna temporaneamente nel convento con l'obiettivo di salvare la sua amica Daniela dal suo ex marito, con il quale sta per convolare a nozze. Appicca un incendio sperando di far ricadere la colpa sull'ex marito, ma Suor Costanza la denuncia alla polizia ritenendo che Carolina abbia cercato di risolvere il problema nel modo sbagliato.
- Penelope "Penny" Martino (stagione 6), interpretata da Olimpia Noviello. È una bambina che ha perso entrambi i genitori in un incidente e che ha con Azzurra un legame particolare: infatti, in passato è stata curata da una malformazione cardiaca grazie ad un trapianto di cuore, il cui donatore era il piccolo Davide. È la compagna di stanza prima di Azzurra e poi di Monica. A causa del trauma dovuto alla morte dei suoi genitori ha smesso di parlare. Al termine della stagione, viene presa in affido da Monica, formando una famiglia con lei, Nico e il piccolo Mattia, ritrovando la serenità e tornando finalmente a parlare.
- Emiliano Stiffi (stagioni 6-7), interpretato da Pierpaolo Spollon. Giovane psichiatra che si occupa insieme ad Azzurra della casa famiglia in cui viene accolta Penny. È talmente buono e gentile che finisce sempre per rendersi ridicolo quando tenta di apparire più spregiudicato o virile, anche se appare come una persona realizzata in realtà è un uomo triste, condizionato dal dover avere successo nel lavoro e nella vita, anche perché ha sempre cercato l'approvazione del padre, illustre medico che con Emiliano è costantemente esigente. Ha una breve storia con Monica, finché lei lo lascia perché ancora innamorata di Nico. Si fidanza con Elisabetta ma proprio quando era sul punto di sposarla scopre che lo tradisce con un altro uomo. Conosce Sara che viene assunta come baby sitter del piccolo Elia, il quale ha perso i propri genitori adottivi, i due si innamorano ma essendo lei troppo diversa da Emiliano egli non riesce a farla entrare nella propria vita. Emiliano si affeziona molto a Elia, tanto che Azzurra è sempre più convinta che lui e Sara sarebbero dei genitori perfetti per il piccolo. Intraprende una relazione con Corina, ma proprio quando i due stavano per convivere, capisce che solo Sara è la chiave della propria felicità, finalmente le dichiara il suo amore dopo aver scoperto che lei è la madre naturale di Elia, infine si mettono insieme costruendo con Elia una famiglia.
- Suor Teresa Monachini (stagione 7), interpretata da Fiorenza Pieri. Viene da Perugia, si è trasferita a Parigi per studiare filosofia, ma poi quando diventa una suora, assume il ruolo di insegnante di teologia alla Sorbona. Benché sia ancora giovane si è affermata subito come una stimata esegeta. La madre si è suicidata dato che soffriva di depressione dopo averla lasciata alle cure della sorella Luisa che però non l'aveva accudita con attenzione. Suor Teresa pur volendo bene a Luisa ha sempre nutrito rancore verso di lei, imparando a diffidare delle persone, ha persino paura del contatto fisico. Arriva in convento per occuparsi della sorella Luisa e del nipote Elia, ma quando Luisa muore scopre che Elia non è suo figlio, accetta di sostituire Suor Angela come madre superiora e seguire Azzurra la quale è ancora una novizia: principalmente è un pretesto per stare dietro a Elia e trovare la sua vera madre. Spesso critica Azzurra considerandola frivola e irresponsabile, ma col tempo si affeziona e lei, grazie ad Azzurra diventa meno intransigente. Impara a volere bene a Elia, tanto che era sul punto di volersene prendere cura lei, ma poi capisce che i suoi impegni di suora non le avrebbero permesso di seguirlo bene. Per merito di Azzurra trova la forza di perdonare Luisa, infine quando scopre che Sara è la madre di Elia, lo affida a lei e Emiliano. È presente alla vestizione di Azzurra come suora, inoltre decide di non tornare a Parigi e di accettare a titolo permanente il ruolo di madre superiora del convento capendo che lì suor Teresa è cresciuta e che per la prima volta nella sua vita si è veramente avvicinata a Dio.
- Sara Luparini (stagione 7), interpretata da Federica Pagliaroli. Giovane ragazza che viene dalla Borgata Romana, è un'estetista. È orfana, ha sempre desiderato una famiglia, durante l'adolescenza venne violentata e rimase incinta, ma il bambino nacque morto. I medici le spiegarono che da allora non sarebbe più rimasta incinta. Quando Luisa è vittima di un incidente stradale con il figlio Elia nell'auto, Sara lo soccorre, mentre Luisa muore in ospedale. Si scopre che lei finge di sedurre uomini sposati ma solo per ricattarli ed estorcere loro dei soldi, non va fiera di ciò che fa ma è solo un espediente vista la sua vita di stenti. Suor Angela la costringe a responsabilizzarsi e a smetterla con i ricatti, viene assunta come baby sitter di Elia. Si lega tantissimo al bambino, diventa per lui praticamente una madre. Si innamora di Emiliano, è la bontà d'animo dell'uomo ad attrarla, lui la corrisponde ma è spaventato dalle loro differenze, ad esempio al contrario di Emiliano lei non ha ambizioni nonostante le sue potenzialità (Sara inaspettatamente ha un quoziente intellettivo superiore alla media). Sara scopre che Elia è suo figlio, il bambino non era nato morto, gli è era stato sottratto per darlo a Luisa e Michelangelo. Emiliano, non riuscendo più a reprimere il suo amore per lei, si dichiara a Sara e finalmente diventano una coppia, i due diventano insieme al bambino una famiglia.
- Ludovica Perini (stagione 7), interpretata da Emma Valenti. Giovane avvocatessa venuta da Milano e nuova ospite del convento. Si è laureata a pieni voti alla Bocconi, lavora in uno studio legale, ha seguito le orme della madre che ha sempre educato Ludovica a essere una vincente. La madre di Ludovica finisce in prigione e lei cerca le prove per scagionarla dall'accusa di frode. All'apparenza sembra una ragazza arrogante e solitaria, si vanta di non avere amiche, ma poi si rivela gentile e affettuosa, instaura una forte amicizia con Cate e Sara. Si innamora di Ettore e i due si mettono insieme. Tentando di aiutare la madre scopre che lei è un avvocato senza scrupoli, ha sempre difeso aziende sull'orlo del fallimento facendo sì che i dipendenti e i creditori non ottenessero risarcimenti. Ludovica lascia il lavoro allo studio e Azzurra la spinge a lavorare pro bono. Alla fine scopre della colpevolezza di sua madre, la quale tenta di convincere Ludovica a prendersi la colpa al suo posto, anche se la ragazza verrà radiata dall'albo. Ludovica rifiuta lasciando la madre in carcere, capendo di non condividere il suo cinismo.
- Catena "Cate" Saltalamacchia (stagione 7) interpretata da Ileana D'Ambra. Musicista e nuova ospite del convento venuta da Tagliacozzo. Diventa amica di Sara e Ludovica, in particolare con quest'ultima, nonostante le loro differenze caratteriali: se Ludovica è altezzosa e poco socievole, lei invece è gioviale ed estroversa. Grazie ad Azzurra diventa insegnante in un coro di bambini. Afferma di essere perseguitata dalla sfortuna e dalle ingiustizie, ma è evidente che sono solo scuse per giustificare il fatto che è imbranata e maldestra. Ha una cotta per Giuseppe, padre di uno dei suoi piccoli allievi, ma alla fine capirà che non è vero amore, cercherà di entrare nel conservatorio ma era molto insicura, per poi andare ma non viene presa, essendo consapevole però di averci provato. Il suo sogno è esibirsi a Broadway, ma poi ci rinuncia quando capisce che ama insegnare ai bambini.
- Ettore Fazio (stagione 7), interpretato da Filippo De Carli. Nuovo barista dell'Angolo Divino. Gentile quanto attraente, in passato era un tossico, diede dell'ecstasy a suo amico che sotto effetto di droghe causò un incidente stradale dove una ragazza, Debora, perse la gamba destra. Ettore a causa del rimorso smise di assumere droghe, e si mise con Debora per accudirla. Tutto cambia quando conosce Ludovica, si innamorano anche se all'inizio provava astio verso di lei dato che la madre di Ludovica impedì al padre di Ettore di ottenere un risarcimento quando perse il lavoro. Lascia Debora capendo che, pur volendole bene, il rimorso di quello che le ha fatto non può trasformarsi in vero amore, infine si mette con Ludovica.
- Elia Brighi (stagione 7), interpretato da Valerio Di Domenicantonio. Figlio di Luisa e Michelangelo, ma quando loro muoiono si apprende che non erano i suoi veri genitori. Suor Teresa si assume la responsabilità di prendersi cura di lui almeno finché non avrà trovato la sua vera madre, o almeno una famiglia che possa adottarlo. Sara gli fa da baby sitter, si affeziona a lei, oltre che a Emiliano, i due diventano per Elia praticamente dei genitori. Sara scopre di essere la madre di Elia, infine quando lei e Emiliano si mettono insieme formano con Elia una famiglia.
- Corrado Proietti (stagione 8), interpretato da Giulio Corso. È un avvocato, amico ed ex paziente di Lorenzo. Da quando il fratello è morto, infatti, Corrado ha iniziato a soffrire di insonnia e per questo ha iniziato un percorso di psicoterapia. In quanto avvocato decide di occuparsi dei casi pro-bono del centro di ascolto della casa-famiglia. Sviluppa da subito una certa intesa con Melody, della quale poi si innamora, anche se poi la lascia per accettare un lavoro a Boston, capendo che non sarebbe giusto chiederle di rinunciare alla sua vita per seguirlo nonostante lei fosse disposta a farlo.
- Alessia D'Amico (stagione 8), interpretata da Margherita Mannino. È un'assistente sociale, lei e Serena (la defunta moglie di Lorenzo) erano amiche oltre che colleghe di lavoro. Prova attrazione per Lorenzo, ciò la porta e provare antipatia per Azzurra dato che quest'ultima ha su Lorenzo un forte ascendente. Alessia è la prima donna con la quale Lorenzo inizia a uscire dopo la morte della moglie, tuttavia è una relazione di breve durata, infatti Alessia lo lascia avendo capito che Lorenzo non si sente coinvolto da lei.

## Personaggi secondari
- Oscar Mario (stagione 1), interpretato da Giampiero Judica. È un commissario di polizia e diretto superiore di Marco Ferrari.
- Italo Nuzzi (stagione 1), interpretato da Christian Ginepro. È il sovrintendente capo del commissariato dove lavora Marco, nonché un suo amico; è segretamente innamorato di Margherita.
- Ruggero Musumeci (stagione 1), interpretato da Enrico Mutti. È il vice questore aggiunto del commissariato dove lavora Marco, si fidanza con Giulia e alla fine le chiede di sposarlo.
- Padre Bernardo (stagione 1), interpretato da Marco Messeri. È il padre spirituale di suor Angela, nonché un suo amico; gestisce una casa-famiglia per bambini abbandonati dai genitori oppure orfani.
- Notaio Leonardi (stagioni 1-3), interpretato da Riccardo Polizzy Carbonelli. È il padre di Azzurra. Si scopre che ha un'altra figlia, Rosa, avuta con un'altra donna.
- Carlo (stagione 1), interpretato da Luca Barreca. È un medico con cui si fidanza Margherita nella prima stagione, dopo averle salvato la vita dal soffocamento con un nocciolo di oliva.
- Ettore Salvemini (stagione 1), interpretato da Giorgio Capitani. È un anziano e burbero scrittore, molto malato e con alle spalle un doloroso passato, da cui Azzurra lavora come lettrice alla fine della prima stagione.
- Francesco Limbiati (stagione 2), interpretato da Luca Capuano. È un medico, che diventerà amico di Margherita, oltre che suo collega. I due si innamorano ben presto, ma Margherita lo lascia dopo aver scoperto che è già sposato. Lascerà la moglie Clelia per amore di Margherita, ricevendo però un secco rifiuto da parte di quest'ultima, ormai indifferente nei suoi confronti e profondamente innamorata di Emilio.
- Giannandrea Graziosi (stagione 2), interpretato da Jgor Barbazza. È il fidanzato di Azzurra nel corso della seconda stagione. Suo ex compagno di liceo, ricco, bello e intelligente, ha vissuto anni in Russia e tiene conferenze in tutto il mondo. In passato non sopportava la ragazzina capricciosa e viziata che era Azzurra ma, dopo averla reincontrata e averla scoperta più matura, si innamora di lei. La lascia quando capisce che lei è innamorata di Guido e che non potrà mai amarlo, nonostante la cotta avuta per lui in passato.
- Riccardo Manzi (stagione 2), interpretato da Alessandro Borghi. È il fidanzato di Chiara.
- Giorgio Alfieri (stagione 2), interpretato da Massimo Wertmüller. È il rettore dell'Università, nonché padre di Chiara, ospite del convitto.
- Emilio Della Rosa (stagioni 2-3), interpretato da Ludovico Fremont. È un ex corridore, impossibilitato a svolgere di nuovo l'attività sportiva a causa di problemi cardiaci. Diventa paziente di Margherita, fino a innamorarsi l'uno dell'altra e sposarsi. Muore lo stesso giorno in cui Margherita dà alla luce la loro figlia.
- Beatrice (stagione 2), interpretata da Edelfa Chiara Masciotta. È una donna che avrà un flirt con Guido, malvista da Davide, che preferisce Azzurra a lei.
- Sergio (stagione 2, guest 3), interpretato da Alan Cappelli Goetz. È il primo assistito di Nina allo studio legale. L'avvocatessa s'innamorerà di lui, ma in seguito lei stessa lo farà arrestare, una volta scoperta la sua colpevolezza. Con l'incarcerazione, tuttavia, i due si perderanno di vista.
- Marcello Corsi (stagioni 2-3), interpretato da Michele De Virgilio. È il fratello di Guido: con lui, quest'ultimo non ha mai avuto un buon rapporto.
- Dario (stagione 3), interpretato da Tommaso Ramenghi. È il figliastro di Achille; ha avuto una relazione con Azzurra.
- Gregorio Taddeucci (stagione 3), interpretato da Davide Silvestri. È un collega di Nina, con cui avrà una relazione.
- Mattia (stagione 3), interpretato da Riccardo Alemanni. È il ragazzo più popolare del liceo in cui va Alice, ed interesse sentimentale di quest'ultima.
- Patrizia (stagione 3), interpretata da Linda Gennari. È la madre di Alice.
- Carlo Romero (stagione 3, guest 4), interpretato da Andrés Gil. È un medico, collega di Margherita, con cui avrà una relazione.
- Elisa Rapetti (stagioni 3 e 6), interpretata da Irene Ferri. È la sorella biologica di suor Angela.
- Riccardo (stagione 4), interpretato da Bernardo Casertano. Gestisce la casa famiglia in cui lavora Azzurra come tirocinante per completare gli studi di servizi sociali.
- Andrea (stagione 4), interpretato da Giampiero De Concilio. È il nipote di Nico ed interesse amoroso di Emma, la figlia di Azzurra.
- Asia Pellicano (stagione 4, guest 5), interpretata da Maria Chiara Giannetta. Avrà una relazione con Nico. Nella quinta stagione, gli rivelerà che ha avuto un figlio da lui, Mattia.
- Martino (stagione 4) interpretato da Davide Iacopini. Medico, avrà una relazione con Monica.
- Suor Beata (stagioni 4-5), interpretata da Stefania Blandeburgo. È la zia di Nico, con il quale ha un ottimo rapporto.
- Ludovico "Athos" Nobili (stagione 5), interpretato da Raniero Monaco di Lapio. È l'ex fidanzato di Azzurra e il padre biologico di Emma.
- Eugenia Venneri (stagione 5), interpretata da Ilaria Bernabei. È una bambina affetta da un nefroblastoma, ovvero da una forma di tumore. Per questo, ha passato la maggior parte della sua vita in ospedale, prima di guarire definitivamente.
- Pietro Santoro (stagione 5), interpretato da Sergio Romano. È un oncologo pediatrico e medico di Eugenia. Sarà Suor Angela a scoprire che, dietro questo suo altruismo, si nascondono molte fragilità.
- Teodora (stagione 5), interpretata da Ilaria Spada. È la madre di Daniela e Silvia, e che le abbandona per recarsi in America per girare un film, sperando che qualcuno si occupi di loro.
- Alessio Belli (stagione 5), interpretato da Simone Riccioni. È un giovane dottore che si occupa di Valentina, della quale poi si invaghisce.
- Suor Piera (stagione 5), interpretata da Piera Degli Esposti. È la madre spirituale di Ginevra.
- Mattia Santopaolo (stagione 5-6), interpretato da Damiano Cuccuru. È il figlio che Nico ha avuto da Asia nell'intervallo temporale tra la quarta e la quinta stagione.
- Primo Rapetti (stagione 6), interpretato da Luigi Diberti. È il padre di Suor Angela/Lorenza, Elisa ed Erasmo. Appena scoprirà di essere il padre di quest'ultimo, in poco tempo legherà con lui. A causa di una malattia ai reni, necessita di un trapianto di cui solo Erasmo potrebbe essere compatibile come donatore. A fine stagione si scopre che il suo unico scopo era quello di farsi donare un rene da Erasmo e poi, una volta ottenuto il suo scopo, parte per farsi una nuova vita, dando riprova di essere una cattiva persona come Suor Angela lo aveva sempre definito.
- Fabio Martino (stagione 6), interpretato da Raffaele Esposito. È lo zio di Penny. Inizialmente pensa di diventare il tutore di quest'ultima, ma, in seguito, sceglie di rinunciare perché pensa che non sarà un buon genitore per lei.
- Luisa Monachini (stagione 7), interpretata da Elena D'Amario. Sorella di Suor Teresa, arriva in convento con Elia. Muore in un incidente stradale.
- Vescovo (stagione 7), interpretato da Roberto Mantovani. Vescovo che ha nelle mani la decisione della vestizione di Azzurra come suora.
- Giuseppe (stagione 7), interpretato da Alessandro Bruni Ocaña. Padre di Filippo, un ragazzino del coro di Catena, ed interesse amoroso di quest'ultima. È un magistrato.
- Alice (stagione 7), interpretata da Agnese Lorenzini. Moglie di Giuseppe e madre di Filippo, sta attraversando un periodo di crisi matrimoniale dato dalla fatica a bilanciare famiglia e carriera. Lavora come arredatrice di interni.
- Corinna Verduci (stagione 7), interpretata da Teresa Romagnoli. Paziente di Emiliano che soffre di sonnambulismo. Si innamora di Emiliano, diventando rivale in amore di Sara.
- Marco Innocenti (stagione 7), interpretato da Enrico Oetiker. Interesse amoroso di Sara, si conoscono fin dai tempi del liceo.
- Dottor Formisano (stagione 7), interpretato da Angelo Iannelli. Medico che cura Luisa in ospedale, e comunica la diagnosi a Suor Angela, ad Azzurra e al piccolo Elia.
- Matteo (stagione 8), interpretato da Giorgio Belli. È l'ex fidanzato di Cristina e padre di sua figlia. È uno spacciatore.
- Priscilla Proietti (stagione 8), interpretata da Valentina Corti. Fidanzata storica di Corrado.
- Edoardo Cardone (stagione 8), interpretato da Giuseppe Pallone. Nuovo giardiniere de “La Casa Del Sorriso”, sviluppa subito un interesse per Olly.
- Serena Riva (stagione 8), interpretata da Elena Ferrantini. È la defunta moglie di Lorenzo; è morta prima che iniziasse la serie, in un incidente stradale.
- Alessandro "Sandrino" Rufo (stagione 8), interpretato da Edoardo Coen. È l'ex fidanzato di Melody con cui ha convissuto, lavora come dirigente bancario, è una persona violenta, manipolatrice e prepotente.

## Produzione
La serie è stata pubblicizzata attraverso un breve crossover con un altro telefilm a tema religioso, Don Matteo. La sera dell'8 dicembre 2011 su Raiuno, appena si è conclusa la prima visione dell'episodio Don Matteo sotto accusa (l'ultimo dell'8ª stagione), è stato trasmesso un breve filmato aggiuntivo in cui Elena Sofia Ricci e Valeria Fabrizi, nei nuovi ruoli di suor Angela e suor Costanza, incontrano il sacerdote-detective interpretato da Terence Hill, il quale suggerisce loro di chiamare il bar in costruzione a Modena "L'Angolo Divino", e poi si rivolge direttamente ai telespettatori, sorridendo ed esclamando: Che Dio ci aiuti. Ciò fu possibile perché i due telefilm hanno le stesse case di produzione: Lux Vide e Rai Fiction.
Inizialmente, in quanto serie gialla con protagonista una religiosa, questa serie era considerata come un Don Matteo in gonnella. La serie è diretta da Francesco Vicario (già noto in quanto regista de I Cesaroni per molti anni). L'autore dei vari temi musicali della serie è Andrea Guerra. L'idea della fiction è di Carlotta Ercolino, la quale ha firmato il soggetto di serie insieme con Elena Bucaccio, Mauro Graiani e Andrea Valagussa.
L'esordio della serie ha riscosso un grande successo di pubblico, tanto che nell'aprile del 2012 sono partite le riprese della seconda stagione. Contestualmente al rinnovo, la serie registra anche un netto cambio di rotta per quanto concerne il genere, che abbandona il giallo per abbracciare in toto i generi commedia e sentimentale.
Alla fine del 2013 è stata confermata la realizzazione di una terza stagione, le cui riprese hanno avuto inizio il 7 aprile dell'anno seguente a Fabriano. 
Al termine dell'ultimo episodio della terza stagione è stato mostrato un breve trailer annunciante la produzione di una quarta stagione, poi ufficializzata il 28 giugno 2016 durante la presentazione dei palinsesti Rai della stagione televisiva 2016-2017.
Nell'aprile 2018 sono iniziate le riprese della quinta stagione, che è andata in onda dal 10 gennaio al 21 marzo 2019.
A gennaio 2020 viene annunciata la produzione della sesta stagione, le cui riprese sono iniziate a giugno 2020 e terminate a febbraio 2021, con messa in onda dal 7 gennaio all’11 marzo 2021.
Il 12 marzo 2021 viene annunciato il rinnovo per la settima stagione, le cui riprese sono iniziate nel maggio 2022 e terminate a gennaio 2023. La stagione è andata in onda dal 12 gennaio al 16 marzo 2023. La protagonista non è più Elena Sofia Ricci ma Francesca Chillemi, il cui personaggio si è evoluto da secondario a comprimario, fino a diventare protagonista.
Il 14 marzo 2023 viene annunciato il rinnovo per un'ottava stagione, le cui riprese sono iniziate il 10 giugno 2024 e terminate a febbraio 2025. Francesca Chillemi è stata confermata come protagonista nel ruolo di Azzurra Leonardi mentre tra le new entry troviamo Giovanni Scifoni. La stagione è andata in onda dal 27 febbraio al 15 maggio 2025.
Il 15 maggio 2025, appena conclusa l'ottava stagione, viene annunciato il rinnovo per la nona, che andrà in onda nel 2027.

## Crossover
La serie ha avuto due crossover: il primo con la serie Don Matteo, mentre il secondo con Un passo dal cielo.
Il primo crossover è stato fatto con la serie Don Matteo al termine dell'episodio Don Matteo sotto accusa, quando appaiono suor Angela e suor Costanza che incontrano Don Matteo, il quale suggerisce loro di chiamare il loro bar in costruzione a Modena "L'Angolo Divino" e poi si rivolge direttamente ai telespettatori, sorridendo ed esclamando "Che Dio ci aiuti".
Il secondo crossover è avvenuto al termine della settima stagione con la serie Un passo dal cielo, per anticiparne la rispettiva settima stagione.

## Luoghi delle riprese

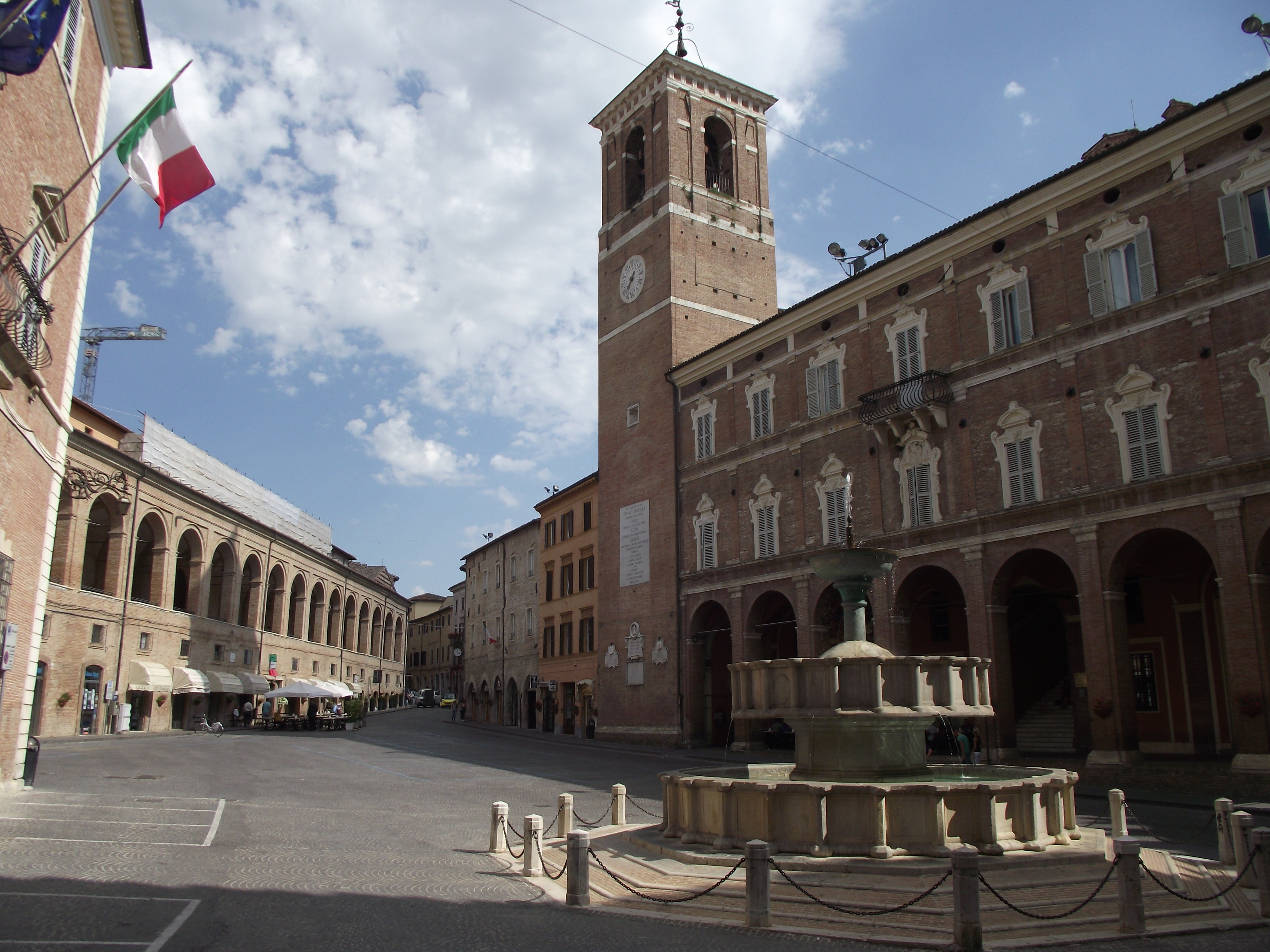
Fabriano, ambientazione della serie dalla terza alla quinta stagione.

La maggior parte degli interni sono stati girati, per tutte le stagioni, a Roma. L'atrio dell'università è un vero ambiente universitario, ma si tratta della facoltà di lettere e filosofia di Tor Vergata. Il convento degli Angeli di Modena si trova sempre nella capitale, nel rione Trastevere, presso la chiesa di San Giovanni Battista dei Genovesi.
| Stagione | Ambientazione |
| -------- | ------------- |
| 1, 2     | Modena        |
| 3, 4, 5  | Fabriano      |
| 6, 7     | Assisi        |
| 8        | Roma          |

### Modena
La serie è ambientata per le prime due stagioni a Modena. La sede della Polizia di Stato è nella realtà l'arcivescovato situato di fronte al duomo cittadino – sul cui balcone è stata apposta l'insegna del corpo e rimossi gli stemmi dell'arcivescovo e del papa, normalmente posti fra il balcone stesso e il portone. L'ingresso delle prigioni, invece, è quello del palazzo dei Musei sito in via Emilia centro.

### Fabriano
Con la terza stagione, la serie si sposta a Fabriano. L'entrata del nuovo convento è l'entrata dell'Oratorio della Carità, mentre il nuovo Angolo Divino si trova nel loggiato San Francesco, che si affaccia sulla piazza del Comune. Alcune scene sono state inoltre girate all'interno dei giardini Regina Margherita e dell'ospedale Engles Profili. L'edificio che nella fiction è la sede dell'azienda di Achille Gentileschi è, nella realtà, uno dei due edifici che ospitano il municipio.

### Assisi
Nonostante la quinta stagione sia ambientata a Fabriano, i luoghi delle riprese si sono spostati ad Assisi, per problemi legati al budget di produzione .
Solo a partire dalla sesta stagione e fino alla settima, la serie è definitivamente ambientata ad Assisi.

### Roma
Come rivelato dal backstage, l'ottava stagione è ambientata a Roma e per la prima volta non più in un convento ma in una casa d'accoglienza per ragazze.

## Riconoscimenti
- Italian Global Series Festival
  - 2025 – Candidatura alla miglior serie comedy[20]
  - 2025 – Candidatura alla miglior sceneggiatura in una serie comedy a Alessandro Zullato, Anna Bottino, Costanza Cerasi, Edoardo Agostino Gino, Elena Bucaccio, Mario Ruggeri, Matteo Menduni, Silvia Leuzzi, Umberto Gnoli
  - 2025 – Candidatura alla miglior attrice protagonista in una serie comedy a Francesca Chillemi